# Biblioteca Central da Universidade de Brasília
A Biblioteca Central da Universidade de Brasília, também conhecida como BCE, foi fundada em 1962 com um acervo bibliográfico de emergência. Localizada no campus Darcy Ribeiro na Asa Norte de Brasília, a biblioteca atende também aos campus Gama, Ceilândia e Planaltina. Atualmente conta com um acervo de mais de 1,5 milhão de itens. Durante o período de aulas, o local recebe cerca de 4 mil pessoas por dia.
A BCE foi pioneira no conceito de biblioteca central, invertendo a tradição da época de bibliotecas dispersas em departamentos e faculdades.

## História
A Biblioteca Central foi criada como um órgão complementar, ao abrigo do Decreto nº 1872, de 12 de dezembro de 1962. Originalmente instalada no edifício do Ministério da Educação e Cultura na Esplanada dos Ministérios, onde ocupava dois andares, foi transferida em 1962 para a Sala dos Papiros, na Faculdade de Educação — o primeiro bloco construído no campus universitário. Com a compra de diversas coleções particulares em 1963, a biblioteca expandiu-se e passou a precisar de novas instalações, sendo transferida para o prédio SG-12 em janeiro de 1964. As instalações da BCE em seu edifício definitivo foram inauguradas no dia 12 de março de 1973.
no prédio projetado pelos arquitetos José Galbinski e Miguel Pereira.
O bibliotecário e professor universitário Edson Nery da Fonseca, escreveu duas décadas mais tarde que o acervo original era composto de publicações reunidas sem critério seletivo, doadas por indivíduos e entidades públicas e privadas.
No dia 9 de abril de 1964, a Polícia Militar do Estado de Minas Gerais invadiu o campus, interditou o edifício da Biblioteca Central e confiscou materiais considerados subversivos pelo regime militar.

## Setor de Obras Raras
A Biblioteca Central da Universidade de Brasília não deu de ombros a muitas bibliotecas particulares, as quais adquiriu para seu acervo ou lhes foram doadas e compõem o acervo do Setor de Obras Raras.
Ao todo, o setor reúne 13.500 livros e dez mil periódicos. No setor qualquer obra a partir de 1900 é rara, pois a imprensa só chegou no Brasil nessa data.

## Programas sociais
A biblioteca supervisiona o Programa de Conservação de Bens Culturais, uma iniciativa da Associação de Pais e Amigos dos Excepcionais do Distrito Federal (Apae-DF) em parceria com a Universidade de Brasília. O curso qualifica pessoas com deficiência se qualificarem nas áreas da conservação de livros e documentos.

Visitantes com deficiência visual têm disponível o acervo da Biblioteca Sonora e Digital da BCE, que conta com um reforço high tech: um aparelho vestível que reconhece a palavra escrita e traduz em áudio para o deficiente visual através de um fone de ouvido.
No dia 20 de novembro de 2018 foi inaugurado o Espaço Direitos Humanos, com livros, um ambiente de convivência e uma exposição fotográfica permanente. O acesso aos livros e as atividades são abertos à comunidade externa.

## Espaço LER
Em 2023, a biblioteca central começou a emprestar livros para que as pessoas que não estudam na UnB levem para casa. Os livros selecionados por uma curadoria ficam no Espaço LER, no subsolo da biblioteca.